# Zebegény
Zebegény  este un sat în districtul Szob, județul Pesta, Ungaria, având o populație de 1.276 de locuitori (2011). 

## Demografie
Componența etnică a satului Zebegény
     Maghiari (90,34%)
     Germani (7,71%)
     Necunoscut (1,69%)
     Români (0,25%)
     Alții (1,69%)
Componența confesională a satului Zebegény
     Romano-catolici (52,74%)
     Fără religie (8,39%)
     Reformați (5,56%)
     Luterani (1,1%)
     Necunoscută (30,41%)
     Alte religii (3,13%)
Conform recensământului din 2011, satul Zebegény avea 1.276 de locuitori. Din punct de vedere etnic, majoritatea locuitorilor (90,34%) erau maghiari, cu o minoritate de germani (7,71%). Apartenența etnică nu este cunoscută în cazul a 1,69% din locuitori.  Din punct de vedere confesional, majoritatea locuitorilor (52,74%) erau romano-catolici, existând și minorități de persoane fără religie (8,39%), reformați (5,56%) și luterani (1,1%). Pentru 30,41% din locuitori nu este cunoscută apartenența confesională.

## Monumente

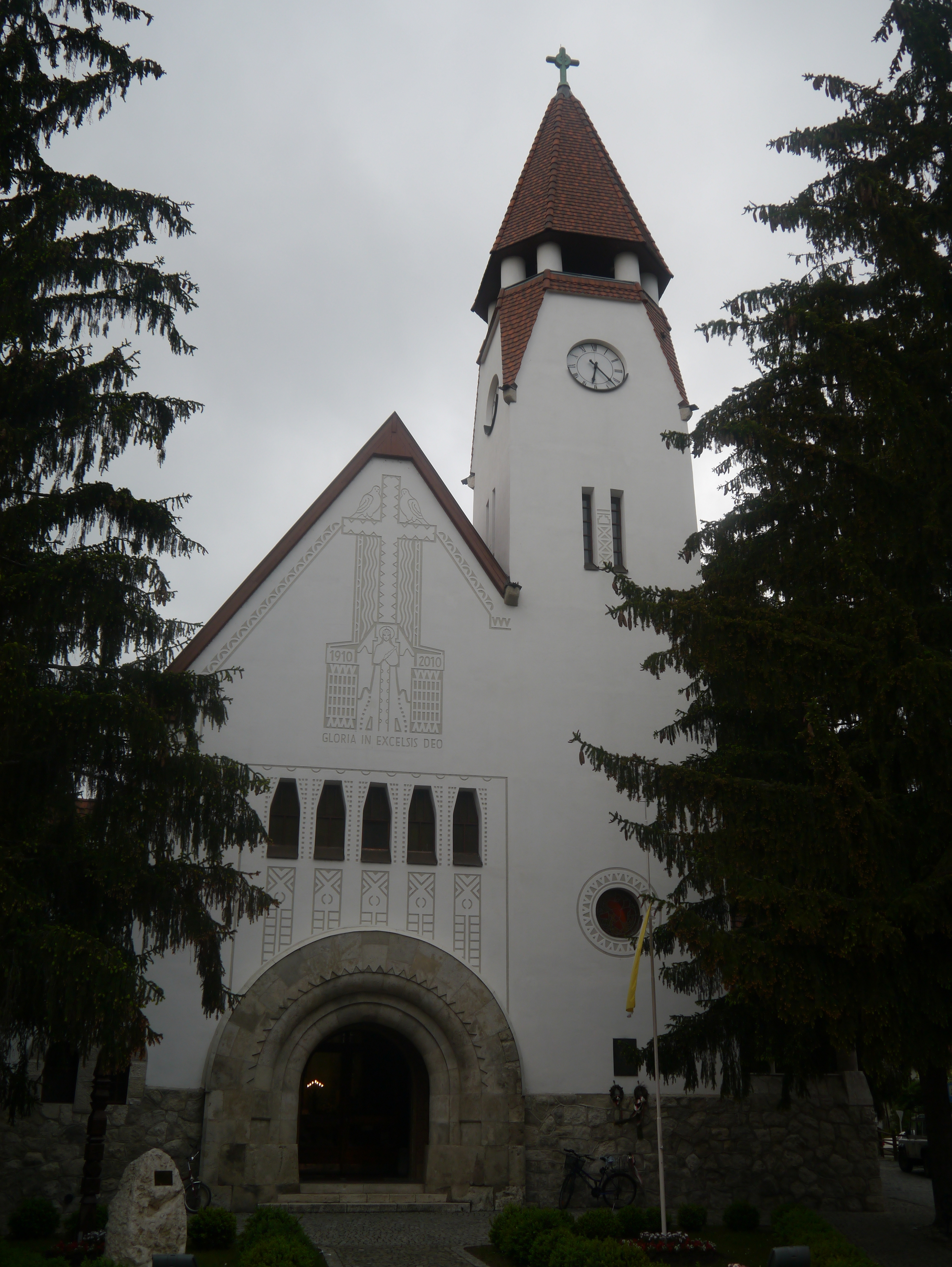
Biserica Maica Domnului a Zăpezii

- Biserica Maica Domnului a Zăpezii, realizată după planurile arhitectului Károly Kós, cu picturi de Aladár Körösfői-Kriesch.